# Tišina Erdedska
Tišina Erdedska falu Horvátországban, Sziszek-Monoszló megyében. Közigazgatásilag Martinska Ves községhez tartozik.

## Fekvése
Sziszek városától légvonalban 5, közúton 14 km-re északra, községközpontjától légvonalban 6, közúton 10 km-re délre a Száva bal partján fekszik.

## Története
Tišinát 1695-ben „castria ad Tissinam” néven említik. A településnek a Száva jobb partján fekvő része zágrábi káptalan sziszeki uradalmához tartozott, a bal parti település pedig az Erdődyek birtoka volt, innen kapta későbbi előnevét. 1773-ban az első katonai felmérés térképén még egységesen „Dorf Tissina” néven szerepel. A 19. században előbb rövid ideig francia, majd osztrák uralom alatt állt. Tišina Erdedskát és Tišina Kaptolskát 1897-ben különböztetik meg először. Zágráb vármegye Sziszeki járásához tartozott.
1857-ben 487, 1910-ben 630 lakosa volt. 1918-ban az új szerb-horvát-szlovén állam, majd később Jugoszlávia része lett. A II. világháború idején a Független Horvát Állam része volt. A háború után a béke időszaka köszöntött a településre, enyhült a szegénység és sok ember talált munkát a közeli városban. A falu 1991. június 25-én a független Horvátország része lett. 2011-ben 305 lakosa volt.

## Népesség
| Lakosság változása | Lakosság változása | Lakosság változása | Lakosság változása | Lakosság változása | Lakosság változása | Lakosság változása | Lakosság változása | Lakosság változása | Lakosság változása | Lakosság változása | Lakosság változása | Lakosság változása | Lakosság változása | Lakosság változása | Lakosság változása |
| ------------------ | ------------------ | ------------------ | ------------------ | ------------------ | ------------------ | ------------------ | ------------------ | ------------------ | ------------------ | ------------------ | ------------------ | ------------------ | ------------------ | ------------------ | ------------------ |
| 1857               | 1869               | 1880               | 1890               | 1900               | 1910               | 1921               | 1931               | 1948               | 1953               | 1961               | 1971               | 1981               | 1991               | 2001               | 2011               |
| 487                | 501                | 533                | 549                | 582                | 630                | 554                | 595                | 567                | 583                | 593                | 521                | 482                | 388                | 320                | 305                |

## Nevezetességei
- Jézus Legszentebb Szíve tiszteletére szentelt kápolnája a galdovoi  Szent József plébánia filiája.
- Az egész községre jellemzőek a jellegzetes szávamenti faházak és a díszes helyi népviselet. A helyi építészet egyik kiemelkedő védett alkotása a 107. számú emeletes fa lakóház, hosszúkás alaprajzzal, az utca felé oromzatos homlokzattal.[5] Nyeregtetős tetőszerkezete fazsindellyel fedett. A földszinti részt az emelettel külső fedett lépcsőház köti össze, mely egy kisméretű nyitott előcsarnokhoz vezet. A hát mögötti gazdasági épület alsó része téglából, felső része fából készült. A ház berendezése is értékes, szerkények, bölcső, ládák, régi szentképek alkotják.